# Tor Jonson
Tor Jonson, född 13 november 1880 i Edsvära, död 14 maj 1949 i Danderyd, var en svensk jägmästare och skogsforskare. Jonson växte upp på Klockaregården (Vårås) i Edsvära och skrevs in vid Skara läroverk 1889. Han tog studentexamen 1899 och gick vidare till studier vid Skogsinstitutet.
Jonson utexaminerades från Skogsinstitutet 1903 och blev extra jägmästare 1904. Han tjänstgjorde 1903–1905 i Hälsingland och Dalarna och i Åsele revir i Åsele socken 1906–1907. Jonson var t.f. lektor vid Skogsinstitutet 1908–1914. År 1915 blev han professor i skogsuppskattning och skogsindelning vid Skogshögskolan, och han var Skogshögskolans rektor 1927–1936. Sommartid bodde han i Malingsbo herrgård i södra Dalarna, där Skogshögskolan bedrev undervisning. En av byggnaderna vid herrgården kallas för professorsvillan, uppkallad efter Jonson. Han lämnade rektoratet 1936 på grund av hälsoskäl. 
Jonson hade ett flertal sakkunnigeuppdrag och han publicerade ett antal skrifter, främst inom det skogsmatematiska området, där han åtnjöt högt anseende bland skogsvetenskapsmän över hela världen. Han var hedersledamot i Lantbruksakademien och invaldes 1934 som ledamot av Ingenjörsvetenskapsakademien.
Han gifte sig 1907 med Hildur Löfstrand (1881–1974). Paret fick fem barn. Makarna är begravda på Djursholms begravningsplats.

## Ordnar och utmärkelser
- Riddare av Nordstjärneorden (Sverige) 6 juni 1919.
- Kommendör av 2:a klassen Vasaorden (Sverige) 15 okt 1928.
- Commandeur de l'Ordre du Mérite agricole (Frankrike) 30 augusti 1929.
- Kommendör av 2:a klassen St. Olavs Orden (Norge) 23 aug 1930.
- Kommendör av 2:a klassen Finlands vita ros Orden (Finland) 23 mars 1931.